# Ásatrú
Ásatrú – nurt w obrębie rodzimowierstwa germańskiego, oparty na wierzeniach zawartych w mitologii nordyckiej, której świat bogów reprezentują dwie dynastie Asów i Vanów. Stanowi ona próbę odtworzenia wierzeń dominujących w Europie Północnej przed przyjęciem chrześcijaństwa. Zaliczana jest do neopogańskich ruchów religijnych.

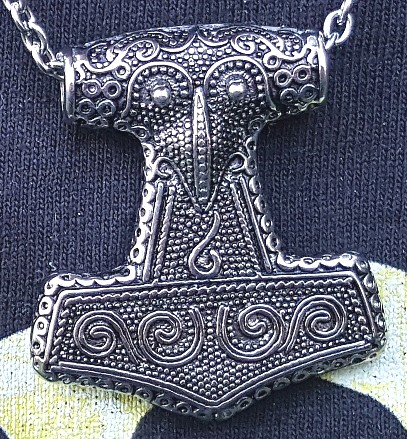
Mjølner, popularny symbol Ásatrú

## Etymologia
Nazwa Ásatrú, powstała w XIX wieku, wywodzi się z języka islandzkiego (bardzo zbliżonego do języka staronordyckiego) i jest złożeniem dwóch wyrazów. Pierwszy z nich odnosi się do jednej ze wspomnianych grup bogów – Asów, drugi to wyraz używany na oznaczenie „religii” lub „wierzeń”. Aczkolwiek w języku staronordyckim nie istniało słowo o takim znaczeniu, a trú (lub tro) znaczyło raczej „prawda” lub „lojalność”.
Inne określenia używane to: heiðni, czyli dosłownie „pogaństwo”, forn siðr, czyli „dawne zwyczaje” lub „odynizm”.

## Pradawna religia
Wiadomości na temat pradawnych wierzeń mieszkańców tej części Europy są fragmentaryczne, a niekiedy sprzeczne. Ważnym źródłem wiedzy są takie dzieła literatury islandzkiej jak Edda czy sagi, które powstawały w XII-XIV wieku. Pewne informacje przynoszą badania współczesnego folkloru oraz znaleziska archeologiczne, a także badania porównawcze innych przedchrześcijańskich systemów religijnych Eurazji: mitologii Celtów, Greków i Rzymian a także wczesnego hinduizmu.

## Współczesne wierzenia
Ze względu na wyparcie starych wierzeń przez chrześcijaństwo współcześni wyznawcy Ásatrú zechcieli je zrekonstruować. Ich wyznawcy klasyfikowani są zazwyczaj jako neopoganie, choć wielu z nich odrzuca tę etykietę. Wierzenia i rytuały rekonstruowane są na podstawie historycznych zapisków, zwłaszcza tych przekazanej przez dzieła literackie. Ze względu na skąpość tego materiału mogą one różnić się wśród różnych grup i jednostek.
Wierzenia te, które zniknęły praktycznie na wiele wieków, zaczęły odżywać w XIX wieku w okresie romantyzmu. Pierwsze zorganizowane grupy wyznawców pojawiły się w Niemczech na początku XX wieku. Kilku pierwszych członków partii nazistowskiej było członkami Towarzystwa Thule, które zajmowało się właśnie studiowaniem germańskich starożytności. Aczkolwiek wydaje się, że tworzyli oni margines aparatu partyjnego.
Drugie ożywienie przypada na lata 60. i 70. XX wieku. Wówczas to Ásatrú została uznana przez rząd Islandii za oficjalną religię. Doszło do tego w 1973, głównie dzięki staraniom Sveinbjörna Beinteinssona. Mniej więcej w tym samym czasie pojawiły się pierwsze tego typu ruchy w Kanadzie (z czasopismem „The Odinist”) i Stanach Zjednoczonych (najbardziej znane Asatru Folk Assembly). Wiara w Odyna pojawiła się także w Wielkiej Brytanii. Wyznawców Ásatrú znaleźć można właściwie na całym świecie, choć najbardziej popularna jest w Europie Zachodniej i Skandynawii, a także w Ameryce Północnej, Australii i Nowej Zelandii. W Polsce od 2010 roku funkcjonuje nieformalna grupa Asatru Polska oraz kindred Wilcza Rodzina, a od 2013 również Stowarzyszenie Asatryjskie Midgard.
Związki wyznaniowe Ásatrú generalnie zorganizowane są na zasadach demokratycznych, inspirowanych głównie pragermańskimi formami podejmowania decyzji w postaci thingów, czyli zgromadzeń wszystkich wolnych członków wspólnoty. Ważnym elementem są indywidualne prawa oraz wolność słowa. Jednocześnie brak jest centralnej władzy, zwłaszcza że większość tych grup jest raczej mała i podzielona.

## Główne cechy
Są to wierzenia politeistyczne – w ich założeniach jest zarówno wiara jak i oddawanie czci wielu bogom i boginiom (na równych prawach), duchom oraz przodkom – są to również tym samym wierzenia wiążące ich wyznawców zarówno z ich pochodzeniem pod kątem przodków jak i z ziemią rodzinną. Nie oznacza to zamknięcia jedynie dla osób pochodzenia skandynawskiego. Istotna jest tu idea więzi z korzeniami. Problemem jednak dla osób “z zewnątrz”, jest brak obyczaju – który w pierwszym pokoleniu musi dopiero być stworzony, w odróżnieniu od ludzi żyjących z danymi wierzeniami i zwyczajami z pokolenia na pokolenie, nawet jeśli nie nazywają tego wiarą. Są to wierzenia rekonstrukcjonistyczne – w ujęciu ogólnym – zakładają bowiem odtwarzanie obyczajów oraz kultów religii i wierzeń z terenów Europy uznanych współcześnie za wymarłe (nie do końca słusznie) na skutek jej schrystianizowania. Wierzenia te są uznawane za religię natury, w tym sensie iż ich wyznawcy czują się częścią natury. Nie odrzucają zdobyczy technologicznych, lecz starają się żyć w zgodzie z naturą i jej prawami, koegzystując z nią, a nie tylko eksploatując. Nie roszczą one sobie prawa do “prawdy absolutnej” lub też jedynej słusznej religii czy systemu wierzeń dla świata. Nie są też w żaden sposób religią scentralizowaną – jest wiele klanów, których obyczaje mogą się różnić, tak jak dawniej różniły się obyczaje poszczególnych plemion. Ich wyznawcy starają się patrzeć na świat taki jakim jest dziś, a nie w IX czy X wieku n.e.- wierzą w pewną formę przeznaczenia z elementami determinizmu określanego jako Wyrd, co jednak nie oznacza w ich wypadku biernego poddania się biegowi rzeczy – nie jest więc jednoznaczne z fatalizmem. Można by rzec, iż polskie porzekadło, że każdy jest kowalem swojego losu, oddaje trafnie tę filozofię – o ile dopuścimy, że na efekty kucia wpływają również czynniki zewnętrzne. Pewną istotą tych wierzeń jest też wiara w wyższą, bliżej nieokreśloną siłę, która jest z nimi związana wzajemnymi zależnościami, i której są też częścią oraz przyjmująca między innymi formy bogów i bogiń, przy czym zarówno bóstwa, jak i duchy są traktowane jako realne byty, które nawet jeśli niewidzialne, są wyczuwalne. Mentalne obrazy tych bytów budowane w mitach i legendach mają za zadanie przybliżyć nam ich zrozumienie i nasz związek oraz wzajemne relacje z nimi. Wszystko oddziałuje na wszystkim, tworząc całość. Cześć bóstwom jest oddawana nie tylko w formie rytuałów, lecz poprzez całe swoje życie – sposób postępowania i zachowanie zasad. Relacje między wyznawcami a bogami również nie mają charakteru uległości, gdyż ci ostatni nie są traktowani jako władcy absolutni, lecz raczej jako potężniejsi członkowie danego klanu. Nie istnieje wiara w grzech czy też winę wrodzoną człowieka, tym samym nie ma potrzeby oczekiwania jakiejkolwiek nagrody po śmierci, jednakże istnieje idea życia pozagrobowego, w którym tych żyjących zgodnie z zasadami czeka spotkanie z członkami klanu i wspólne życie, a tych, którzy się owym zasadom sprzeniewierzają czeka wykluczenie z klanu i samotne życie w mglistej i nudnej pustce. W ograniczonym zakresie jest również możliwa reinkarnacja w zakresie linii rodzinnej danego klanu. Nie istnieje żadna księga, którą można by przyrównać do Biblii – istnieją teksty pisane, zawierające mity i przekazy, ale żaden z nich nie jest traktowany jako objawiony. Uznawane są jedynie dwa źródła wiedzy o świecie – pierwszym jest sam świat, ukazujący swoje prawa. Drugim jest mądrość i wiedza (w tym również instynkt, przeczucia, zachowania itd.) odziedziczona po przodkach. Połączenie tych dwóch źródeł z historycznymi tekstami (Eddy, Sagi, inskrypcje runiczne) oraz naukowymi interpretacjami współczesnymi znalezisk archeologicznych dotyczących życia i śmierci dawnych ludów germańskich daje możliwość kształtowania światopoglądu i postawy życiowej. Na koniec najważniejsze – zasady jakimi kierują się Heatini: odwaga, honor, znaczenie rodziny i pochodzenia, siła, wolność, lojalność wobec klanu oraz radosne i pełne doznań życie. Nie mają one znaczenia dogmatów czy też przykazań, jednakże są pewnymi zaleceniami stylu życia.

## Dziewięć szlachetnych cnót
Dziewięć szlachetnych cnót (ang. The Nine Noble Virtues, albo NNV) to zbiór moralnych porad spisanych przez Johna Yeowella (a.k.a Stubba) i Johna Gibss-Baileya (a.k.a Hoskuld) na potrzeby Rytu Odyńskiego w latach siedemdziesiątych.
Są one oparte na cnotach historycznego pogaństwa nordyckiego, zebrane z różnych źródeł, w tym Eddy Poetyckiej (szczególnie Havamal i Sigrdrífumál), oraz sag islandzkich). Występują w paru wariantach.

### Ryt Odyński
1. Odwaga
2. Prawda
3. Honor
4. Wierność
5. Samodyscyplina
6. Gościnność
7. Pracowitość
8. Samozaufanie
9. Wytrwałość

### Asatru Folk Assembly
1. Siła jest lepsza od słabości.
2. Odwaga jest lepsza od tchórzostwa.
3. Radość jest lepsza od poczucia winy.
4. Honor jest lepszy od niesławy.
5. Wolność jest lepsza od niewoli.
6. Pokrewieństwo jest lepsze od wyobcowania.
7. Realizm jest lepszy od dogmatyzmu.
8. Męstwo jest lepsze od braku ducha.
9. Pochodzenie jest lepsze od uniwersalizmu.